# ハルル・ハンソン
- ハルル・ハンソン
- ハルア・ハンソン

ハルル・ハンソン（Hallur Hansson，1992年7月8日 - ）は、フェロー諸島出身のサッカー選手。KÍ所属。フェロー諸島代表。ポジションは、ミッドフィールダー。
フェロー語での発音は「ハトラー・ハンソン」。

## クラブ歴
地元フェロー諸島のVBヴァーグルやHBトースハウンのユースでプレーした後、2008年に同じくフェロー諸島出身のギリ・ロランソンとともにスコティッシュ・プレミアシップのアバディーンFCへ2年契約で移籍した 。2010年11月27日のキルマーノックFC戦でプロデビューを果たした。
アバディーン退団後、地元フェロー諸島に戻りHBトースハウンでプレーしたのち、デンマーク本土に渡って2013年1月29日にオールボーBKへ1年半契約で移籍した。
2014年1月31日にハンソンはオールボーBKから戦力外通告を受けたため再びフェロー諸島に戻り、翌月にバイキングル・ゴツに移籍したが、同年中に再びデンマーク本土に渡りヴェンシュセルFFに移籍した。
2016年6月17日にACホーセンスに移籍した。
ヴェイレBKを経て、2022年シーズンよりウルヴァルステイルト（アイスランド1部）のKRレイキャヴィークに加入。

## 代表歴
ユース
2006年よりフェロー諸島代表のユースでプレー。
2007年にはU-17フェロー諸島代表としてアバディーン国際サッカー祭に参加し、U-17チームとしての初勝利を収めた。
2010年10月7日のU-19クロアチア代表戦では後半37分にゴールを決めて2-2の引き分けに貢献した。
A代表
2012年8月15日、アイスランドとの親善試合でA代表デビュー。
2013年9月11日、2014 FIFAワールドカップ・ヨーロッパ予選グループCのカザフスタン戦で代表初ゴールを決めた。
2015年6月13日にはUEFA EURO 2016予選・グループFのギリシャ戦でゴールを決めて2-1の勝利に貢献した。

### 代表での得点
| # | 日             | スタジアム / 場所                             | 対戦相手     | スコア | 結果 | 大会                                             |
| - | -------------- | --------------------------------------------- | ------------ | ------ | ---- | ------------------------------------------------ |
| 1 | 2013年9月11日  | トースヴェリュール / トースハウンド           | カザフスタン | 1–0    | 1–1  | 2014 FIFAワールドカップ・ヨーロッパ予選グループC |
| 2 | 2013年11月19日 | タ・クァリ・ナショナルスタジアム / タ・クァリ | マルタ       | 1–3    | 2–3  | 親善試合                                         |
| 3 | 2014年3月1日   | ヴィクトリア・スタジアム / ジブラルタル       | ジブラルタル | 3–1    | 4–1  | 親善試合                                         |
| 4 | 2015年6月13日  | トースヴェリュール / トースハウンド           | ギリシャ     | 1–0    | 2–1  | UEFA EURO 2016予選・グループF                    |
| 5 | 2018年9月7日   | トースヴェリュール / トースハウンド           | マルタ       | 3–1    | 3–1  | 2018-19 UEFAネーションズリーグ D                 |

## タイトル

### クラブ
HBトースハウン
- フェロー諸島プレミアリーグ : 2012

### 個人
- フェロー諸島プレミアリーグ 最優秀MF : 2012